# Британские Виргинские Острова на летних Олимпийских играх 2024

## Квалификация
| № п/п | Вид спорта      | Мужчины        | Мужчины                | Женщины        | Женщины                | Всего          | Всего                  |
| № п/п | Вид спорта      | Завоевано квот | Количество спортсменов | Завоевано квот | Количество спортсменов | Завоевано квот | Количество спортсменов |
| ----- | --------------- | -------------- | ---------------------- | -------------- | ---------------------- | -------------- | ---------------------- |
| 1     | Лёгкая атлетика | 2              | 2                      | 1              | 1                      | 3              | 3                      |
| 2     | Парусный спорт  | 1              | 1                      |                |                        | 1              | 1                      |
|       | ИТОГО           | 3              | 3                      | 1              | 1                      | 4              | 4                      |

## Состав команды
Лёгкая атлетика
1. Риккой Брэтуэйт[англ.]
2. Кайрон Макмастер
3. Ададжа Ходж[англ.]

 Парусный спорт
1. Тэд Леттсом[англ.]

## Легкая атлетика
Легкоатлеты Британских Виргинских островов выполнили нормативы для участия в Играх 2024 года, пройдя прямую квалификацию или по мировому рейтингу, в следующих соревнованиях (максимум по 3 спортсмена в каждом):
Беговые дисциплины
| Спортсмен        | Дисциплина        | Забеги    | Забеги | Утеш. забеги | Утеш. забеги | Полуфиналы | Полуфиналы | Финал                 | Финал                 |
| Спортсмен        | Дисциплина        | Результат | Место  | Результат    | Место        | Результат  | Место      | Результат             | Место                 |
| ---------------- | ----------------- | --------- | ------ | ------------ | ------------ | ---------- | ---------- | --------------------- | --------------------- |
| Риккой Брэтуэйт  | Мужчины 100 м     | 10,13     | 3 Q    | —            | —            | 10,15      | 8          | завершил выступление  | завершил выступление  |
| Кайрон Макмастер | Мужчины 400 м с/б | 49,24     | 3 Q    | —            | —            | 48,15      | 1 Q        | 47,79                 | 5                     |
| Ададжа Ходж      | Женщины 200 м     | 23,00     | 5 R    | 22,94        | 2 q          | 22,70      | 8          | завершила выступление | завершила выступление |

## Парусный спорт
Британские Виргинские Острова получили одно универсальное место в нижеследующем классе судов.
Медальные гонки
| Спортсмен   | Дисциплина     | Гонка | Гонка | Гонка | Гонка | Гонка | Гонка | Гонка | Гонка | Гонка    | Гонка    | Гонка | Баллы | Место |
| Спортсмен   | Дисциплина     | 1     | 2     | 3     | 4     | 5     | 6     | 7     | 8     | 9        | 10       | M*    | Баллы | Место |
| ----------- | -------------- | ----- | ----- | ----- | ----- | ----- | ----- | ----- | ----- | -------- | -------- | ----- | ----- | ----- |
| Тэд Леттсом | Мужчины ILCA 7 | 40    | 38    | 36    | 2     | 38    | 38    | 26    | 37    | отменены | отменены | EL    | 215   | 38    |